# Cactus dentatus
Cactus dentatus là một loài thực vật có hoa trong họ Cactaceae. Loài này được (K. Schum.) Ruiz ex Mart. mô tả khoa học đầu tiên năm 1890.